# Championnat du Goiás de football

Le Championnat du Goiás (en portugais : Campeonato Goiano) est une compétition brésilienne de football se déroulant dans l'État du Goiás et organisée par la Fédération du Goiás de football. C'est l'un des 27 championnats des États brésiliens.

## Organisation
Première division.
- Première phase :
  - Les équipes sont réparties en deux groupes de six.
  - Matchs aller-retours entre les équipes de chaque groupe.

- Deuxième phase :
  - Série éliminatoire en matchs aller-retours entre les quatre meilleurs clubs (deux premières équipes de chaque groupe).

Le club qui remporte la deuxième phase est sacré champion. Les deux équipes les plus mal placées de la première phase sont reléguées en deuxième division. Comme pour les autres championnats d'État brésilien, les règles sont susceptibles d'être modifiées à chaque début de saison.

## Clubs de l'édition 2014
- AA Anapolina
- AA Aparecidense
- Anápolis FC
- AC Goianiense
- CRA Catalano
- Goianésia EC
- Goiás EC
- Grêmio EA
- Trindade AC
- Vila Nova FC